# Марта Јовановић (глумица)
Марта Јованаовић (Земун, 1833. или 1834 — Београд) била је српска драмска глумица.

## Каријера
Њен брат био је београдски глумац-аматер Љубомир Јовановић. Први пут је наступила 1844. у дечијим улогама на сцени Дилетантског позоришта у Великој Кикинди, које је основао и водио њен брат. Глумила је у Театру „Код јелена“ у Београду 1847/48. године.
Приватно је учила глуму од 1860. године у Баварској, затим у Будимпешти, одакле је децембра 1861. ступила у Српско народно позориште у Новом Саду по препоруци секретара Антонија Хаџића. Пред војвођанском публиком се први пут појавила као Краљица (Стерија, Смрт краља Дечанског) 21. јануара 1862. за време гостовања Српског народног позоришта у Сремским Карловцима.
Поред ње, у новосадском ансамблу је наступала и њена кћи Јелица Јовановић. Због политичке пометње у Београду напустила је Српско народно позориште 4. августа 1862. и вратила се у Београд. До краја 1862. године. наступала је у Дилетантском друштву Омладине српске у Београду а касније повремено и на другим позорницама (последњи пут у Српско-немачком позоришту под управом Карла Ремаја 1867/68).
Афектација у гласу и говорна мана свакако су утицали на њену даљу каријеру. Критичар „Данице“ замерао јој је „несимпатијски звук органа њенога“ поводом њеног наступа у улози Феме у Покондиреној тикви. И поред кратког и не баш успешног бављења на сцени, она остаје занимљива социјална појава у времену када је глумачки позив сматран недостојним жене.

## Улоге
Забележене су њене улоге у Српском народном позоришту и то :
- Краљица (Смрт краља Дечанског)
- Фема (Покондирена тиква).